# 阔叶早熟禾
阔叶早熟禾（学名：Poa grandis），为禾本科早熟禾属下的一个植物种。